# Пинкертон, Аллан
А́ллан Пинкертон (англ. Allan Pinkerton) (25 августа 1819 — 1 июля 1884) — американский бондарь, аболиционист, детектив и шпион шотландского происхождения. Наиболее известен как основатель национального детективного агентства Пинкертона. Во время Гражданской войны в США работал на разведку Союза.

## Ранняя жизнь
Аллан Дж. Пинкертон родился в районе Горбалс, Глазго 25 августа 1819 года, сын Изобель Маккуин и Уильяма Пинкертона. Он бросил школу в возрасте 10 лет после смерти своего отца. Пинкертон с жадностью читал и в основном занимался самообразованием. По профессии бондарь, в молодости он был активным участником шотландского чартистского движения. Он не воспитывался в религиозном духе и был атеистом на протяжении всей жизни.

## Эмиграция
Пинкертон эмигрировал в Соединённые Штаты в 1842 году. В 1843 году он узнал о поселке Данди, штат Иллинойс, расположенном в пятидесяти милях к северо-западу от Чикаго на реке Фокс. Он построил хижину и завел бондарное дело, послав за женой в Чикаго, когда их хижина была закончена. В 1844 году Пинкертон работал на чикагских лидеров аболиционистов, а его дом в Данди был остановкой на Подземной железной дороге.
Пинкертон впервые заинтересовался криминальной детективной работой, бродя по лесным рощам в окрестностях Данди в поисках деревьев для изготовления шестов для бочек, когда он наткнулся на группу фальшивомонетчиков, которые, возможно, были связаны с печально известными Бандитами из прерий. Проследив за их передвижениями в течение некоторого времени, он сообщил об этом местному шерифу, который арестовал их. Это привело к тому, что в 1849 году Пинкертон был назначен первым полицейским детективом в Чикаго, округ Кук, штат Иллинойс. В 1850 году он в партнёрстве с прокурором Чикаго Эдвардом Рукером сформировал Северо-Западное полицейское агентство, которое позже стало Pinkerton & Co, и, наконец, национальное детективное агентство Пинкертона, которое до сих пор существует как Pinkerton Consulting and Investigations, дочерняя компания Securitas AB. Фирменным знаком Пинкертона был широко открытый глаз с надписью «Мы никогда не спим». По мере расширения территории США увеличивался объём железнодорожных перевозок. Агентство Пинкертона раскрыло серию ограблений поездов в 1850-х годах, впервые приведя Пинкертона в контакт с Джорджем Макклеланом, главным инженером и вице-президентом Центральной железной дороги Иллинойса, и Авраамом Линкольном, юристом компании.
В 1859 году он присутствовал на тайных собраниях Джона Брауна и Фредерика Дугласса в Чикаго вместе с аболиционистами Джоном Джонсом и Генри О. Вагонером. На этих встречах Джонс, Вагонер и Пинкертон помогали приобрести одежду и принадлежности для Брауна. Жена Джонса, Мэри, предположила, что в комплект поставки входил костюм, в котором был повешен Браун после провала рейда Джона Брауна на Харперс-Ферри в ноябре 1859 года.

## Гражданская война в США

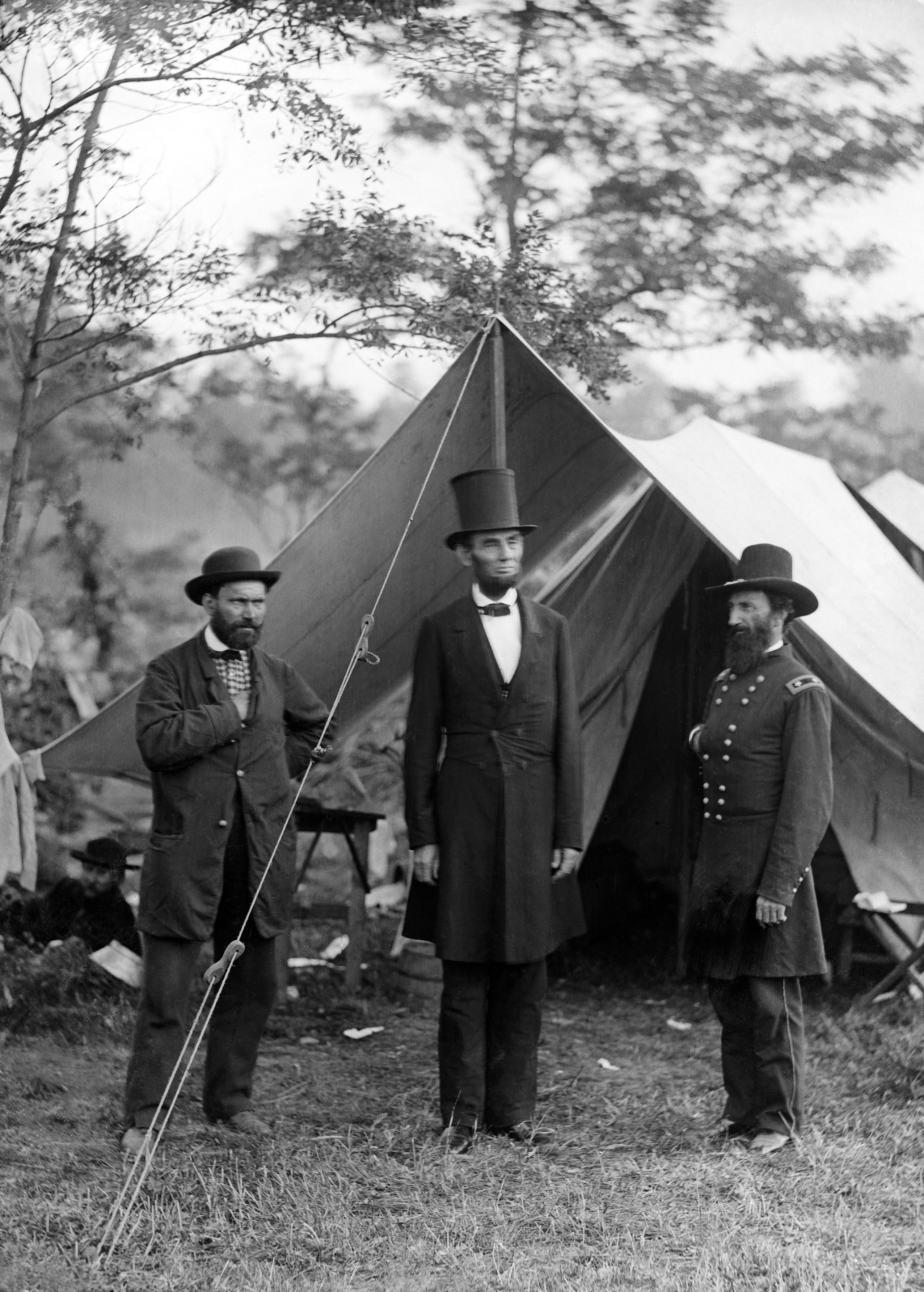
Пинкертон (слева) с Авраамом Линкольном и генерал-майором Джоном А. МакКлернаном

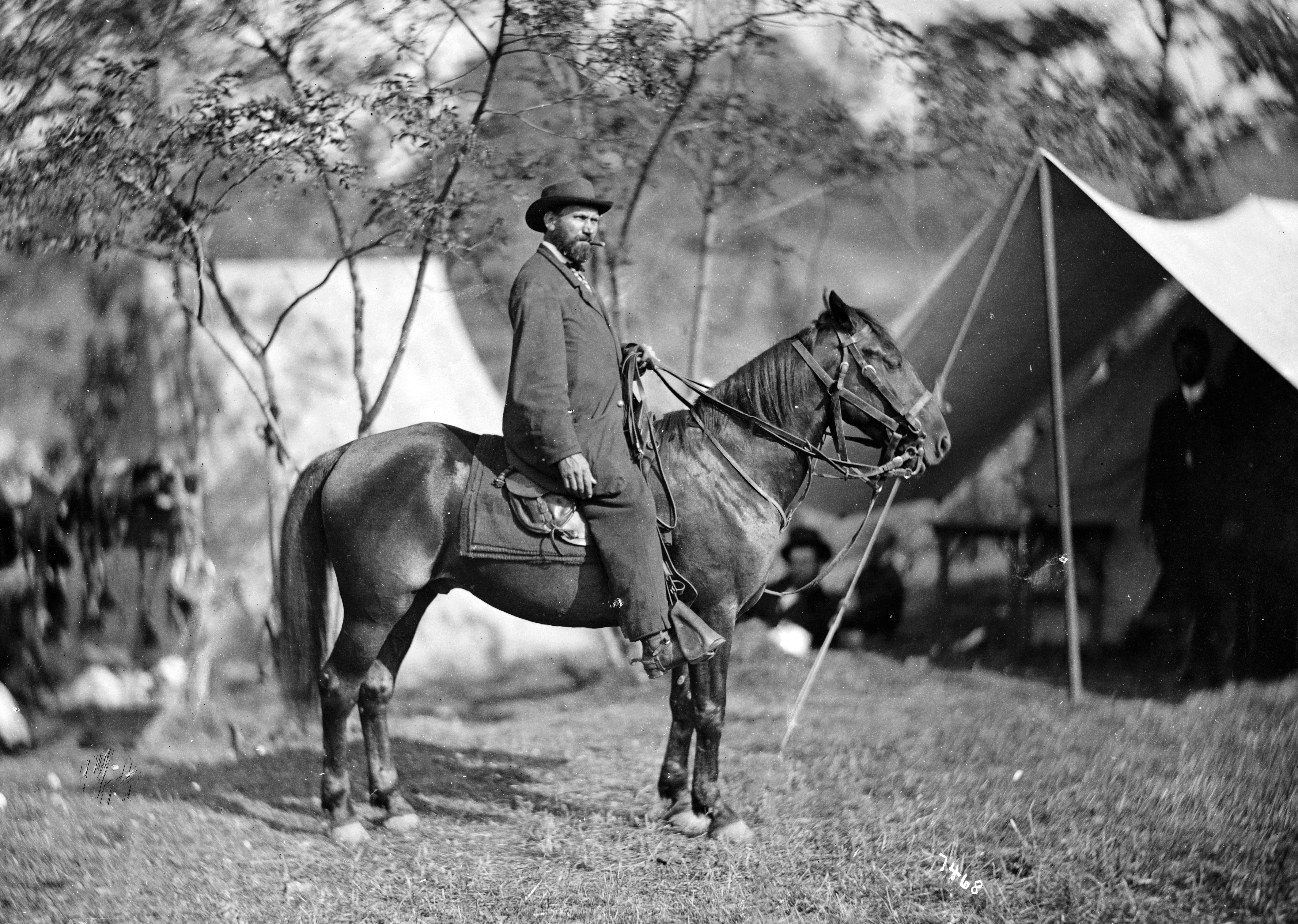
Пинкертон верхом на лошади во время битвы при Энтитеме в 1862 году

Когда началась Гражданская война, Пинкертон в течение первых двух лет возглавлял службу разведки Союза, предотвратив предполагаемый заговор с целью убийства в Балтиморе, штат Мэриленд, охраняя Авраама Линкольна на пути в Вашингтон, округ Колумбия, а также определяя численность войск во время военных кампаний. Его агенты часто работали под прикрытием в качестве солдат Конфедерации и сочувствующих для сбора военной информации. Сам Пинкертон несколько раз работал под прикрытием в качестве солдата Конфедерации под псевдонимом майора Э. Дж. Аллена. Летом 1861 года он работал по всему Югу, изучая укрепления и планы Конфедерации. Он был обнаружен в Мемфисе и едва смог спастись. Контрразведывательная работа Пинкертона и его агентов сопоставима с работой современных специальных агентов контрразведки армии США, в которой агентство Пинкертона считается ранним предшественником. Его сменил Лафайетт Бейкер на посту начальника Разведывательной службы; Разведывательная служба была предшественником Секретной службы США. Его работа привела к созданию федеральной секретной службы.

## После войны
После службы Пинкертона в армии Союза он продолжал преследовать грабителей поездов, в том числе банду Рено. Он был нанят железнодорожными компаниями для розыска преступника Джесси Джеймса, но после того, как Пинкертону не удалось его поймать, железные дороги отказали в финансовой поддержке, и Пинкертон продолжил розыск Джеймса за свой счет. После того как Джеймс якобы захватил и убил одного из агентов Пинкертона под прикрытием (который работал под прикрытием на ферме, соседствующей с фермой семьи Джеймсов), он прекратил преследование. Некоторые считают этот провал самым большим поражением Пинкертона. В 1872 году испанское правительство наняло Пинкертона для помощи в подавлении революции на Кубе, которая намеревалась покончить с рабством и дать гражданам право голоса. Если Пинкертон знал об этом, то это прямо противоречит заявлениям в его книге 1883 года «Шпион бунтаря», где он исповедует себя ярым аболиционистом и ненавистником рабства. Испанское правительство отменило рабство в 1880 году, а королевский указ ликвидировал последние его остатки в 1886 году.

## Личная жизнь
Пинкертон тайно женился на Джоан Карфрей (1822—1887), певице из Даддингстона, в Глазго 13 марта 1842 года. Они состояли в браке вплоть до его смерти.

## Смерть
Пинкертон умер в Чикаго 1 июля 1884 года. Обычно говорят, что Пинкертон поскользнулся на тротуаре и прикусил язык, что привело к гангрене. Современные отчёты приводят противоречивые причины, например, что он умер от инсульта (который у него был годом ранее) или от малярии, которой он заразился во время поездки на юг США. На момент его смерти он работал над системой, позволяющей централизовать все документы, удостоверяющие личность преступников — базой данных, которая в настоящее время ведётся Федеральным бюро расследований.

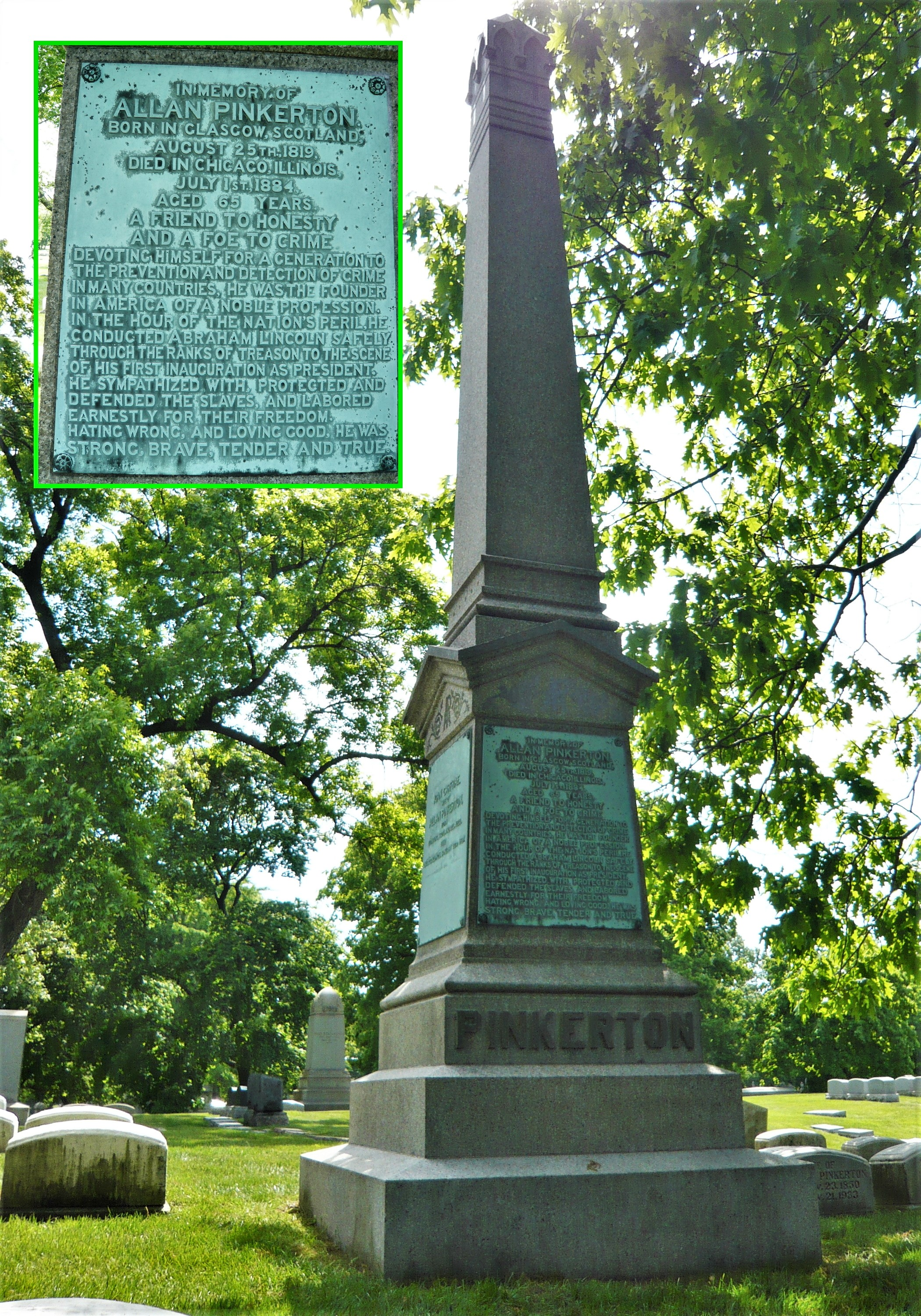
Могила Пинкертона, кладбище Грейсленд, Чикаго

Пинкертон похоронен между своей женой и Кейт Уорн на семейном участке на кладбище Грейсленд, Чикаго. Он является членом Зала славы военной разведки США.

## Наследие
После его смерти агентство продолжило свою деятельность и вскоре стало основной силой, противостоящей рабочему движению, развивающемуся в США и Канаде. Эти усилия изменили образ Пинкертонов на долгие годы. В конце XIX — начале XX века они участвовали в многочисленных мероприятиях, направленных против рабочего движения, в том числе:
- Гомстедская стачка (1892), ставшая непосредственным толчком к принятию Анти-Пинкертоновского федерального закона 1893 года, запрещающего федеральному правительству нанимать детективов
- Пульмановская стачка (1894)
- Дикая банда (1896)
- Бойня в Ладлоу (1914)
- Комитет Ла-Фоллета (1933—1937)

Несмотря на то, что впоследствии его агентство получило репутацию антирабочего, сам Пинкертон в молодости принимал активное участие в прорабочей политике. Хотя Пинкертон считал себя прорабом, он выступал против забастовок и не доверял профсоюзам.
Аллан Пинкертон был настолько знаменит, что в течение десятилетий после его смерти его фамилия была сленговым термином для обозначения частного детектива. Романы «Мистер Пинкертон», написанные американской писательницей Зенит Джонс Браун (под псевдонимом Дэвид Фром), повествуют о сыщике-любителе валлийского происхождения Эване Пинкертоне и, возможно, были вдохновлены сленговым термином.

## В массовой культуре
В художественном фильме 1951 года «Высокая цель», исторической драме, в основе которой лежит Балтиморский заговор, Аллана Пинкертона изобразил шотландский актёр Роберт Малкольм. В фильме, снятом компанией M-G-M, главную роль сыграл Дик Пауэлл, а режиссёром выступил Энтони Манн.
В эпизоде 1956 года «Пинкертоны» вестерн-сериала ABC/Desilu "Жизнь и легенда Уайатта Эрпа" актёр Дуглас Эванс играет Аллана Пинкертона, который стремится вернуть 40 000 долларов украденных денег, но вмешивается в попытку маршала Уайатта Эрпа (Хью О'Брайан) поймать всю банду Крамми Ньютона (Ричард Александер). Действие эпизода происходит в Уичито, штат Канзас.
В 1990 году компания Turner Network Television показала спекулятивную историческую драму «Роза и шакал» с Кристофером Ривом в роли Пинкертона, рассказывающего о своем (полностью вымышленном) романе со шпионкой Конфедерации Розой О'Нил Гринхау.
Пинкертон — главный герой фильма 2001 года «Американские герои», которого сыграл Тимоти Далтон.
Роль Пинкертона в предотвращении заговора с целью убийства Авраама Линкольна была инсценирована в фильме 2013 года «Спасение Линкольна», который рассказывает историю президента Линкольна глазами Уорда Хилла Ламона, бывшего партнёра Линкольна по юридическому бизнесу, служившего его главным телохранителем во время Гражданской войны. Пинкертона играет Маркус Дж. Фрид.
Чарли Дэй сыграл Пинкертона в эпизоде 2-го сезона сериала «Пьяная история».
Пинкертон также является постоянным персонажем сериала «Пинкертоны» 2014 года, его играет Ангус Макфадьен.
Пинкертон также изображен в одном из эпизодов сериала «Жизнь и приключения Гризли Адамса» Дона Гэллоуэя и в американском биографическом фильме-вестерне 1994 года «Фрэнк и Джесси» Уильяма Атертона. В этих случаях, как и в других, он изображён с американским акцентом, хотя по происхождению он был шотландцем и, возможно, сохранил шотландский акцент.
Прежде чем стать писателем, писатель Дэшиэлл Хэмметт работал в агентстве Пинкертона, и его опыт повлиял на характер Континентального Опа, который был оперативником Континентального детективного агентства, аналогичного Пинкертонам.
Пинкертон — важный персонаж в романе Стивена Прайса «При свете газовых фонарей» 2016 года.
В фильме 2019 года Badland Кевин Макели играет главного героя и протагониста, Матиаса Бричера, детектива детективного агентства Пинкертона.
В спагетти-вестерне 1969 года «Цена власти» Пинкертон появляется как соратник президента Джеймса А. Гарфилда, который принимает участие в его (сильно вымышленном) убийстве. Его сыграл испанский актёр Фернандо Рей.
В фильме «Поезд на Юму» (2007) Питер Фонда играет пинкертонца Байрона МакЭлроя, который принимает активное участие в борьбе против банды Бена Уэйда.
В 1994 году в эфир вышел эпизод «Детективное агентство Пинкертона» (чеш. Pinkertonova detektivní agentura) сериала «Приключения криминалистики» (чеш. Dobrodružství kriminalistiky) режиссёра Антонина Москалика.
В игре Red Dead Redemption 2 детективное агентство Пинкертонов, нанятое магнатом Левитом Корнуоллом, ведёт охоту на Банду Ван Дер Линде, членом которой является главный герой игры.
В игре BioShock Infinite главный герой Букер ДеВитт работал в агентстве Пинкертона, но затем был уволен из-за слишком неэтичных методов.